# Volvo FMX

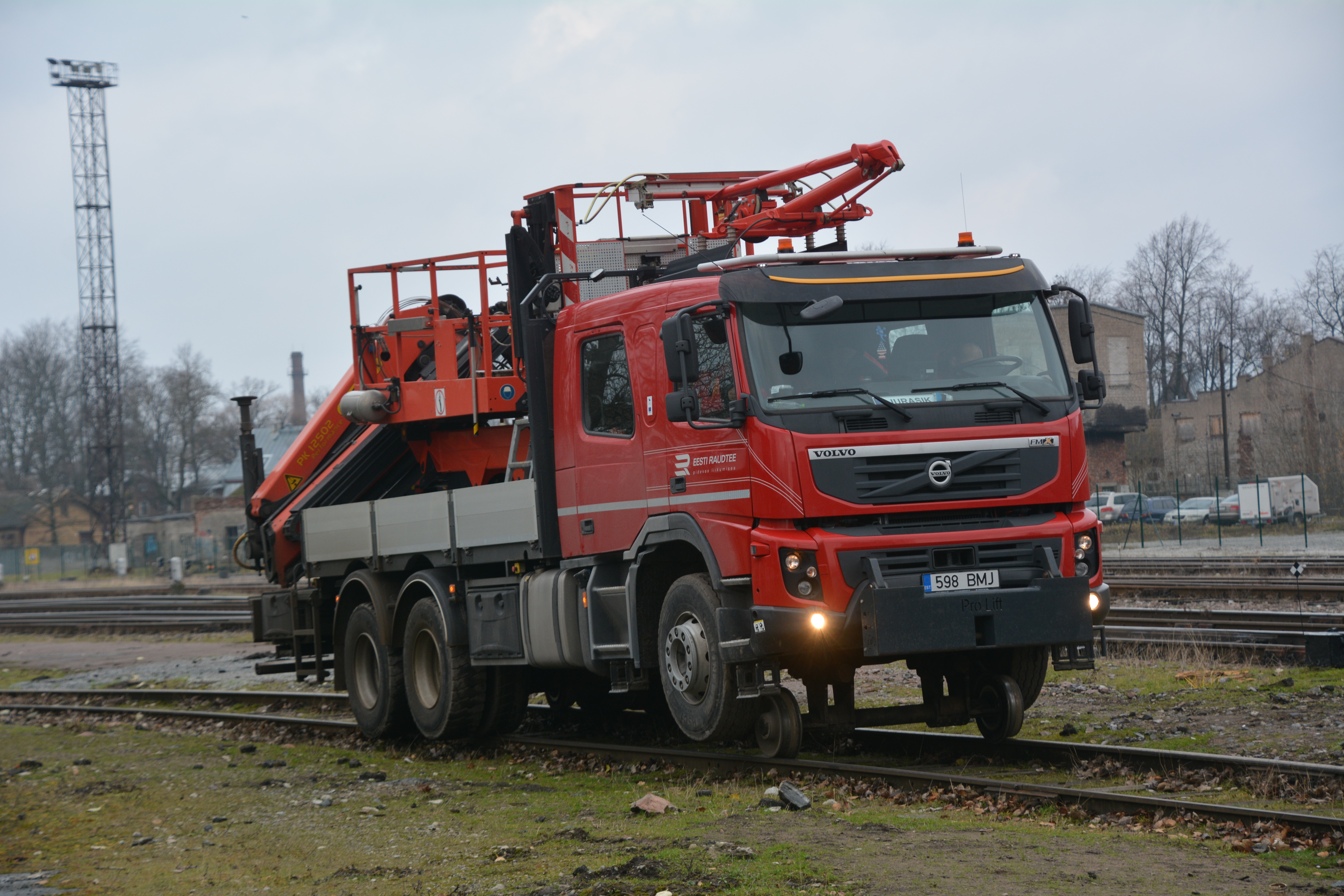
Volvo FMX som rälsbil i Tallinn, Estland

Volvo FMX (FMX står för "Forward control Medium Xtreme) är en tung lastbil som produceras av Volvo Lastvagnar.
Modellen lanserades 2010 och är nära besläktad med Volvo FM. FMX-serien är ämnad för anläggningsarbeten och har förstärkt chassi, bränsletank och skydd som skyddar motorn underifrån från stötar vid körning i svår terräng.
Den andra generationen av FMX lanserades i april 2013 och försäljningen planerade att inledas i september 2013. Den nya FMX finns med ett urval av 11-liters och 13-liters Euro 6-motorer; den mindre D11-motorn med effekt från 330 till 450 hästkrafter och den större D13 med effekt på 420-540 hästkrafter.
En helt ny Volvo FMX (ver.5) kommer att börja tillverkas våren 2021.